# محاسبة ضريبية
المحاسبة الضريبية (بالإنجليزية: Tax accounting)‏ هي المحاسبة اللازمة لتطبيق والالتزام بالتعليمات والقوانيين الضريبية.
المحاسبة التي تتأثر بالنسب الضريبية ويتم فيها كلا من:-
1- نموذج41 الربع سنوي وذلك عن ضرائب الأرباح التجارية والصناعية والمهنية المخصومة على الغير ويتم توريدها ربع سنوي.
2- إقرار ضرائب المبيعات ويتم تقديمة لمصلحة الضرائب شهريا.
3- إقرارات كسب العمل (ربع سنوي)
4- تسوية كسب العمل السنوية .
5- الإقرار الضريبى (سنوي)

## مواقع ذات صلة
- موقع دليل المحاسبين
- المجمع العربي للمحاسبين القانونيين
- السعودية للمحاسبين القانونيين